# Bordercollie
De bordercollie is een middelgroot hondenras uit de groep herdershonden. Het is een populaire hond die ingezet wordt bij verschillende sporten waaronder nog steeds schapendrijven, de taak waarvoor hij oorspronkelijk werd gefokt.

## Oorsprong en geschiedenis
De bordercollie is afkomstig uit het gebied dat men de Borders noemt, tussen Engeland en Schotland. Daar werden ze gebruikt voor het drijven en hoeden van schapen. Hoewel geschriften wijzen op een lange geschiedenis, duurde het tot 1976 tot er een officiële rasstandaard kwam. Collie betekent herdershond.

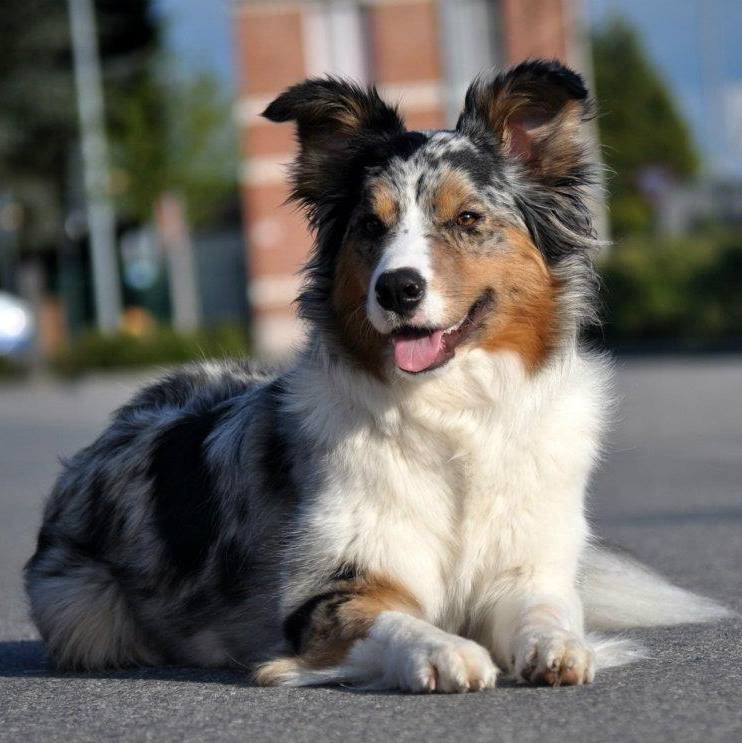
Blue merle tan, vrouwelijk

## Uiterlijk

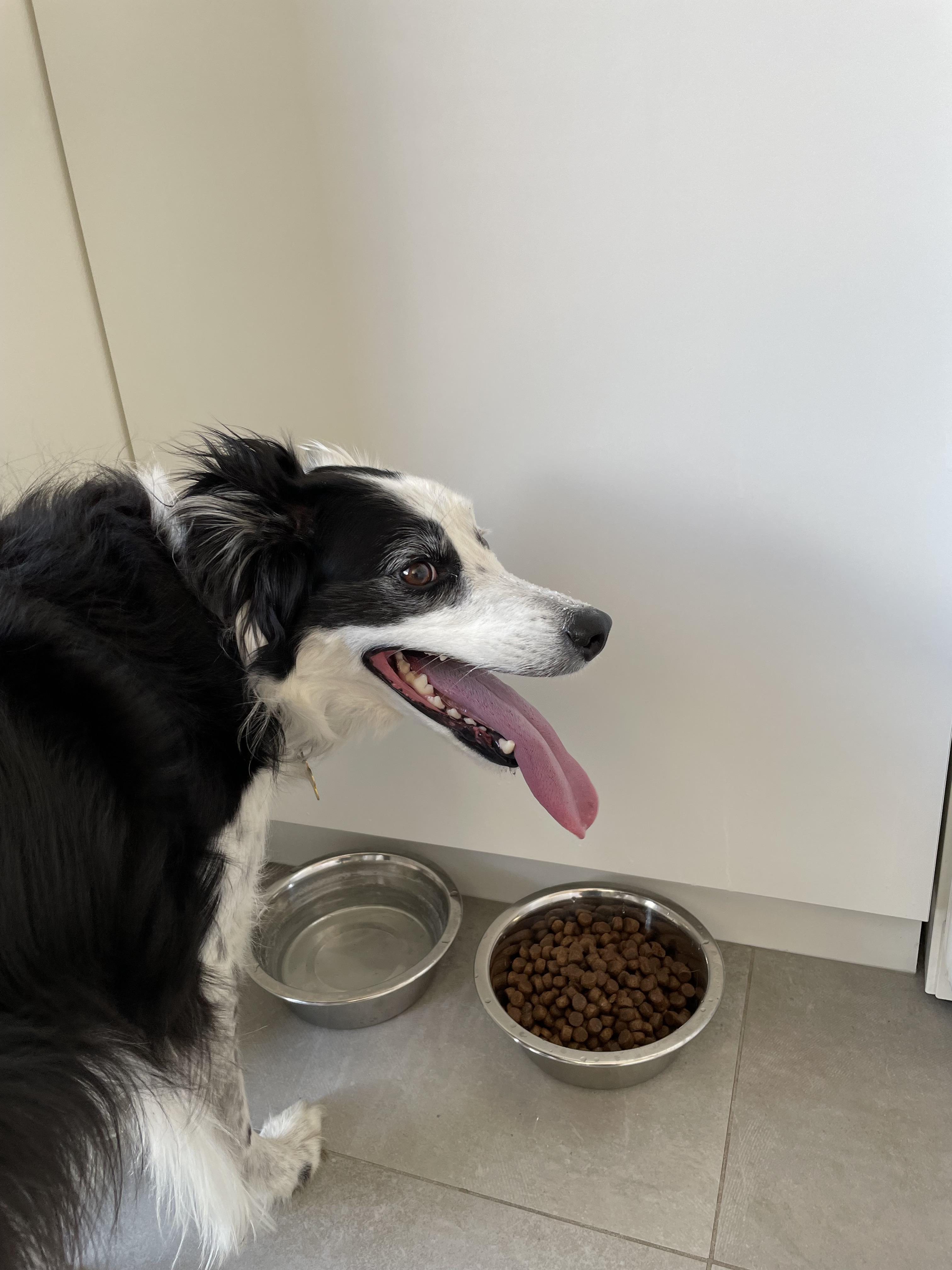
zwart-witte bordercollie. vrouwelijk

De reuen kunnen een schofthoogte bereiken van 53 cm. De teefjes blijven meestal iets kleiner. Algemeen geldt dat bordercollies harmonieus gebouwd moeten zijn. Het silhouet moet sierlijk zijn, echter zonder fijnheid. De collie moet tonen dat hij gemakkelijk in staat is om lang achter elkaar actief te zijn. De bordercollie dient uithoudingsvermogen te hebben en snel en schrander te zijn. Het lichaam moet matig lang zijn met goed gebogen ribben, diepe en tamelijk brede borstkas. Brede en sterke rug en goed gespierde en licht gebogen lendenen. Achterhand breed en gespierd, waarbij het kruis vloeiend verloopt richting staartwortel. Krachtige sprong, en tamelijk laag geplaatst. Krachtige hals, iets breder wordend naar de schouders toe.

### Vachtkleur
De vachtkleur wordt bepaald door huidcellen van het type melanocyt. In de melanocyten worden pigmentgranules gevormd, die de kleurstoffen eumalanine en feomelanine bevatten. Eumalanine zorgt voor donkere kleuren (zwart, bruin, blauw), de andere kleurstof is verantwoordelijk voor de lichtere kleuren (rood, geel, tan). Tijdens de ontwikkeling van het embryo plaatsen deze cellen zich waar de kleur te zien zal zijn. Ook de kleur van de ogen wordt door deze kleurstoffen bepaald, dus een afwijking aan het oog zal meestal te wijten zijn aan deze kleurstoffen. Dit komt door bepaalde combinaties van kleuren en/of patronen waarbij iets is misgelopen tijdens de migratie.
De kleuren zijn zwart, bruin, crème, blauw, lilac en sable. Binnen die kleuren kunnen ook merles en tricolours bestaan. Er zijn ook speciale gevallen zoals mottled, extreme white, split face, white face en seal white.

### Oogkleur
Volgens de rasstandaard hoort de oogkleur bij alle vachtkleuren bruin te zijn. Alleen bij de merles zijn blauwe ogen toegestaan.
- bruin: komt bij de meeste kleuren voor (de kleur kan donkerbruin tot okerkleurig variëren).
- blauw: blauwe ogen (gedeeltelijk of volledig) komen meestal voor bij merles.
- odd eye: de hond heeft een blauw en bruin oog.

### Oordracht
Er zijn drie verschillende oordrachten:
- staand: wordt ook wel pricked ears genoemd, bij deze oordracht staan de oren volledig recht.
- half staand: De oren staan een stukje recht en plooien om naar beneden.
- tippend: of tipped ears, deze staan helemaal recht, behalve de top is iets omgeplooid.

## Aard
Bordercollies leren van nature gemakkelijk goede veehoeders te zijn en werden daarom vooral opgeleid tot veedrijvers. Het zijn vanouds echte werkhonden. Men zag ze meestal bij schaapskuddes lopen. Als ze met kuddes werken, kunnen ze wel 100 km per dag lopen. Ze zijn dan onvermoeibaar. De afstand die ze lopen bij het drijven is heel wat anders dan het lopen naast een fiets. Ten eerste is het schapendrijven werken voor hen, zowel mentaal als fysiek. Ze moeten immers constant de schapen in het oog houden zodat er geen afdwalen en tegelijkertijd op aangeleerde commando's reageren van de herder. Wel worden regelmatig rustpauzes ingelast zodat zowel herder, honden als schapen wat kunnen rusten. Bordercollies zijn erg wendbaar en kunnen al rennend bijna in een keer 180 graden draaien en terugrennen. Ze hebben veel beweging en werk nodig, en dienen daarom veel buitenshuis actief te zijn. De hond heeft veel ruimte en tijd nodig om met een baas te trainen en te werken.
De bordercollie is heel waaks en verdedigt zijn baas en diens eigendommen fanatiek.

## Intelligentie

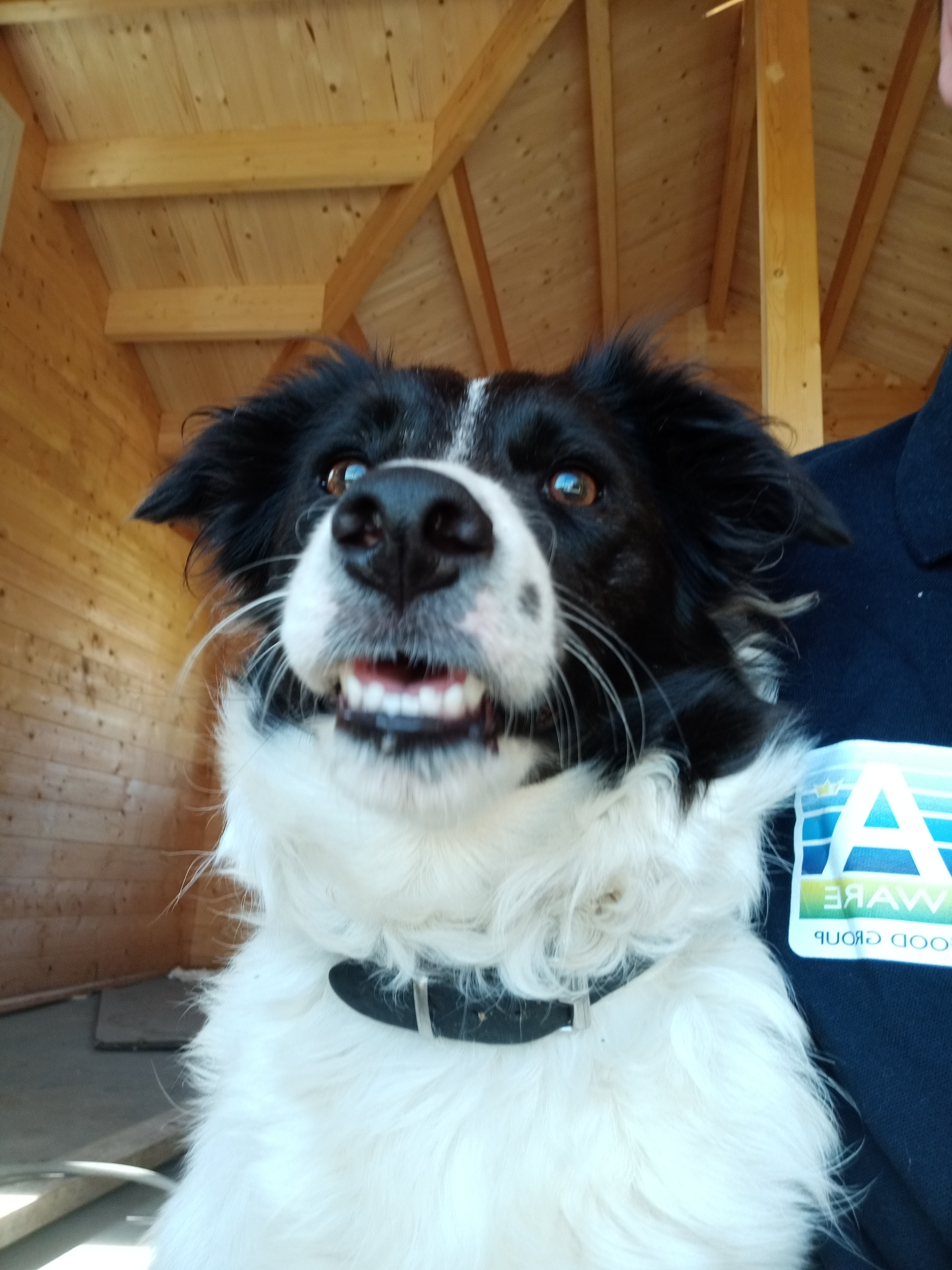
Zwart-witte BC met ontblote tanden, vrouwelijk.

De bordercollie behoort tot de meer intelligente hondenrassen. Hij is snel van begrip. Bij gebrek aan werk of leiding zoekt hij voor zichzelf werk door andere dieren, zoals een troep ganzen, of zelfs een groepje wandelende mensen bij elkaar te drijven.

## Sporten en competitie
De bordercollie heeft een grote will to please, dat maakt hem zeer gewild als competitiehond. Door hun intelligentie en sterke wil zijn ze geschikt om verschillende sporten te beoefenen, zoals herding, agility, flyball, frisbee en treibball. In de hogere wedstrijdklassen komen een groot aantal bordercollies voor.
De BBC zendt eenmaal per jaar, rond kerst, het televisieprogramma One man and his dog uit. Dit programma geeft een goed beeld van de wedstrijden schapendrijven met deze honden. De bordercollies zijn getraind in het reageren op specifieke fluitsignalen.

## Ouderdom
De bordercollies worden tussen de 11 en de 17 jaar. De snelheid bij het werken met schapen neemt af met het ouder worden. Een oudere hond kan vanaf zijn tiende levensjaar gehoor- en/of oogproblemen krijgen. Reutjes kunnen last van hun prostaat krijgen. Ook het gebit en het beendergestel kunnen langzaam slijten, en de spiertonus neemt af. Maar dat is op zich normaal voor een ouder wordende hond. Omdat de bereidheid om te werken echter tot op hoge leeftijd aanwezig blijft, moet de eigenaar er rekening mee houden dat hij een oudere hond ondanks diens enthousiasme niet te zwaar belast.

## Rasstandaard (FCI 24/08/1988)
- Karakter: De bordercollie mag niet zenuwachtig, noch agressief zijn, maar levendig, oplettend, scherp reagerend en intelligent.
- Algemene verschijning: De hond in zijn algemene verschijning moet goed geproportioneerd zijn. Het vloeiende silhouet moet kwaliteit, sierlijkheid en fraaie harmonie vertonen, welke de indruk geeft dat het dier een goed uithoudingsvermogen heeft. Iedere neiging naar grofheid of zwakte moet als ongewenst worden aangemerkt.
- Hoofd en schedel: Schedel tamelijk breed zonder uitstekende achterhoofdsknobbel. De wangen mogen niet zwaar of bolvormig zijn. De naar de neuspunt versmallende voorsnuit moet matig kort en krachtig zijn. Schedel en voorsnuit zijn bijna even lang. Zwarte neus, behalve wanneer het een bruine hond betreft, dan mag de neuskleur bruin zijn. Goed ontwikkelde neusgaten. Duidelijke stop.
- Ogen: De ogen moeten ver uiteen staan en ovaal van vorm, gemiddeld groot en bruin van kleur zijn, behalve bij de blue merles, waar een of beide ogen geheel of gedeeltelijk blauw mogen zijn. De uitdrukking moet zacht maar wel levendig zijn, fief en verstandig.
- Oren: De oren zijn gemiddeld groot en matig dik, ver uit elkaar geplaatst, worden staand of half opgericht gedragen en zijn beweeglijk.
- Gebit: De tanden moeten sterk zijn, regelmatig geplaatst en een goed schaargebit vormen; de bovensnijtanden moeten vlak over de ondertanden staan; de tanden moeten recht in de kaken staan.
- Hals: De hals moet van goede lengte zijn, krachtig en gespierd, iets gebogen en breder wordend naar de schouders.
- Voorhand: De voorbenen staan van voren gezien evenwijdig, de middenvoeten staan van terzijde gezien iets schuin naar voren. Het bot moet sterk maar niet zwaar zijn. Schouders goed schuin geplaatst; ellebogen goed aangesloten aan het lichaam.
- Lichaam: Atletisch in verschijning, de ribben moeten goed gebogen zijn. De borst moet breed en sterk zijn met brede, gespierde en licht opgetrokken lendenen. Het lichaam iets langer dan de hoogte bij de schouder.
- Achterhand: De achterhand moet breed en gespierd zijn; van opzij gezien vloeiend aflopend naar de staartwortel. De dijen moeten lang, diep en gespierd zijn, met goed gebogen knieën en krachtige sprongen, die laag geplaatst zijn. De middenvoeten moeten goede botten hebben en van achteren gezien evenwijdig lopen.
- Voeten: Ovaal van vorm, dikke, sterke en goed gevormde voetkussens, tenen gebogen en goed aaneengesloten. Sterke korte nagels.
- Gangwerk: De beweging moet vrij, soepel en onvermoeibaar zijn, waarbij de voeten zo laag mogelijk worden opgetild, zo de indruk wekkend dat de hond een grote snelheid kan ontwikkelen en gemakkelijk in sluipgang kan overgaan.
- Staart: De staart moet matig lang zijn; de wervels moeten minstens tot de hak reiken en de staart moet laag zijn ingeplant, goed bevederd zijn en in een lichte, opwaartse buiging uitlopen, gracieus de lijn van rug en kruis volgend. In actie mag de staart opgeheven worden, maar hij mag nooit over de rug worden gedragen.
- Vacht: Er zijn twee soorten vacht, de ene matig langharig, de andere kortharig. Bij beide moet de bovenvacht dicht en gemiddeld dik zijn, de ondervacht kort, zacht en dicht, een goede weerbestendigheid gevend. Bij de matig langharige vachtsoort vormt de overvloedige vacht een kraag, broek en dicht bevederde staart. Op het gezicht, oren, voorbenen (uitgezonderd de bevedering aan de achterzijde hiervan) en onder de spronggewrichten moet het haar kort en glad zijn.
- Kleur: Alle mogelijke kleurvariaties zijn toegestaan maar het wit mag nooit overheersen. Ze zijn meestal wel zwart/wit/bruin.
- Grootte: De ideale schofthoogte voor reuen is 21 inches (53,34 cm). De teven zijn iets kleiner.
- Opmerking: Reuen moeten twee duidelijk ontwikkelde testikels bezitten die geheel in het scrotum moeten zijn ingedaald.
- Verschillen: Reuen hebben een mooiere vacht en wervelkolom dan de teefjes.

Australian stumpy tail cattle dog ·
Australische herder ·
Australische veedrijvershond ·
Bearded collie ·
Beauceron ·
Belgische herder ·
Bergamasco ·
Berghond van de Maremmen en Abruzzen ·
Bobtail ·
Boheemse herder ·
Bordercollie ·
Bouvier des Ardennes ·
Bouvier (des Flandres) ·
Briard ·
Ca de bestiar ·
Cão da Serra de Aires ·
Cão de fila de São Miguel ·
Catalaanse herder ·
Ciobanesc romanesc carpatin ·
Ciobanesc romanesc mioritic ·
Duitse herder ·
Hollandse herder ·
Karpatische herdershond ·
Kelpie ·
Komondor ·
Kroatische herder ·
Kuvasz ·
Lancashire heeler ·
Miniature American Shepherd ·
Mudi ·
Picardische herdershond ·
Polski owczarek nizinny ·
Puli ·
Pumi ·
Pyrenese herdershond ·
Saarlooswolfhond ·
Schapendoes ·
Schipperke ·
Schotse herdershond ·
Sheltie ·
Slovenský čuvač ·
Tatrahond ·
Tsjecho-Slowaakse wolfhond ·
Welsh corgi Cardigan ·
Welsh corgi Pembroke ·
Zuid-Russische owcharka ·
Zwitserse witte herder
- Biblioteca Nacional de España: XX548764
- Gemeinsame Normdatei: 4391921-2
- Library of Congress Control Number: sh85015816
- Nationale Bibliotheek van Tsjechië: ph135543
- Nationale Bibliotheek van Israël: 987007283390005171